# ハリー・ダヴェンポート
ハリー・ダヴェンポート（Harry Davenport、1866年1月19日 - 1949年8月9日）は、アメリカ合衆国の俳優。

## 出演作品
- あのアーミン毛皮の貴婦人
- スタリオン街道
- 独身者と女学生
- ラスベガスの結婚騒動
- 誤解
- キスメット
- 風車の秘密
- 百万人の音楽
- 牛泥棒
- 真珠湾攻撃
- カナリヤ姫
- 激闘
- 淑女超特急
- 我が道は遠けれど
- 愛情のかげり
- ノートルダムの傴僂男
- 牧童と貴婦人
- 我が家の楽園
- 新妻はタイピストから
- ドッド君乗り出す
- ゾラの生涯
- 新天地
- 風と共に去りぬ